# Tadeusz Stępniowski
Tadeusz Stępniowski (zm. 24 stycznia 1994) – polski historyk, pułkownik Wojska Polskiego.
Żołnierz 1 Armii Wojska Polskiego od 1944. Następnie służył w Ludowym Wojsku Polskim. Był pracownikiem naukowym Wojskowego Instytutu Historycznego. Opuścił Wojskowy Instytut Historyczny wraz z dużą grupą historyków po objęciu funkcji komendanta tej placówki przez Tadeusza Jędruszczaka.
Odznaczony m.in. Krzyżem Kawalerskim Orderu Odrodzenia Polski.

## Wybrane publikacje
- Z dziejów 2 Armii Wojska Polskiego: zarys formowania i organizacji, Warszawa: Wojskowy Instytut Historyczny 1962.
- (redakcja) Zarys działań i sztuka wojenna armii radzieckiej w latach 1940-1945, red. nauk. Tadeusz Stępniowski, Eugeniusz Kozłowski, Warszawa: Wydawnictwo Ministerstwa Obrony Narodowej 1963.
- Walka zbrojna polskiego ruchu oporu w latach okupacji hitlerowskiej, Warszawa: Wydawnictwo "Ruch" 1971.

## Nagrody
- Wyróżnienie Ministra Obrony Narodowej w dziedzinie historii wojen i wojskowości za pracę "Z dziejów 2 Armii WP" (1962)[2]